# Sarah Nikitin
Sarah de Oliveira Nikitin (São Paulo, 27 de dezembro de 1988) é uma arqueira brasileira.

## Carreira
Além de ser a recordista nacional no arco recurvo, como a primeira mulher do país a ultrapassar a marca de 1300 pontos, foi integrante das delegações do Pan de 2007, no Rio de Janeiro, do Pan de 2011, em Guadalajara, no México, e nos Jogos Olímpicos de Verão de 2012, em Londres, na Grã Bretanha. É o arqueiro brasileiro que melhor campanha teve em um Campeonato Mundial de Tiro com Arco no arco recurvo, ficando na oitava posição, em 2013, em Antália, na Turquia.

## Títulos
- Campeonato Brasileiro Adulto - campeã (2009) e vice (2007, 2008 e 2010)

## Recordes
- Recorde brasileiro no arco recurvo - Round FITA 144 flechas - Individual feminino - 1336 pontos
- Recorde brasileiro no arco recurvo - Round FITA 3x144 flechas - Equipe feminino - 3786 pontos